# 標津町農業協同組合
標津町農業協同組合（しべつちょうのうぎょうきょうどうくみあい、英称：JA Shibetsu ）は、北海道標津町に本所を置く農業協同組合。当農協の営業地区は標津町及び羅臼町の一円である。略称はJAしべつ。

## 概要
2001年（平成13年）に標津町農協と羅臼町農協が合併し、新・標津町農協発足。
北海道の最東端に位置し、知床半島の南部に位置する、羅臼町が営業区域に入っている。
酪農を中心とし、牛乳の生産が盛んである。
- 正組合員数：771名
- 准組合員数：2,869名
- 正職員数：15名

## 事務所の一覧
カッコ内は所在地
- 本所（標津郡標津町字川北基線西二番地）